# 马来群岛 (专著)

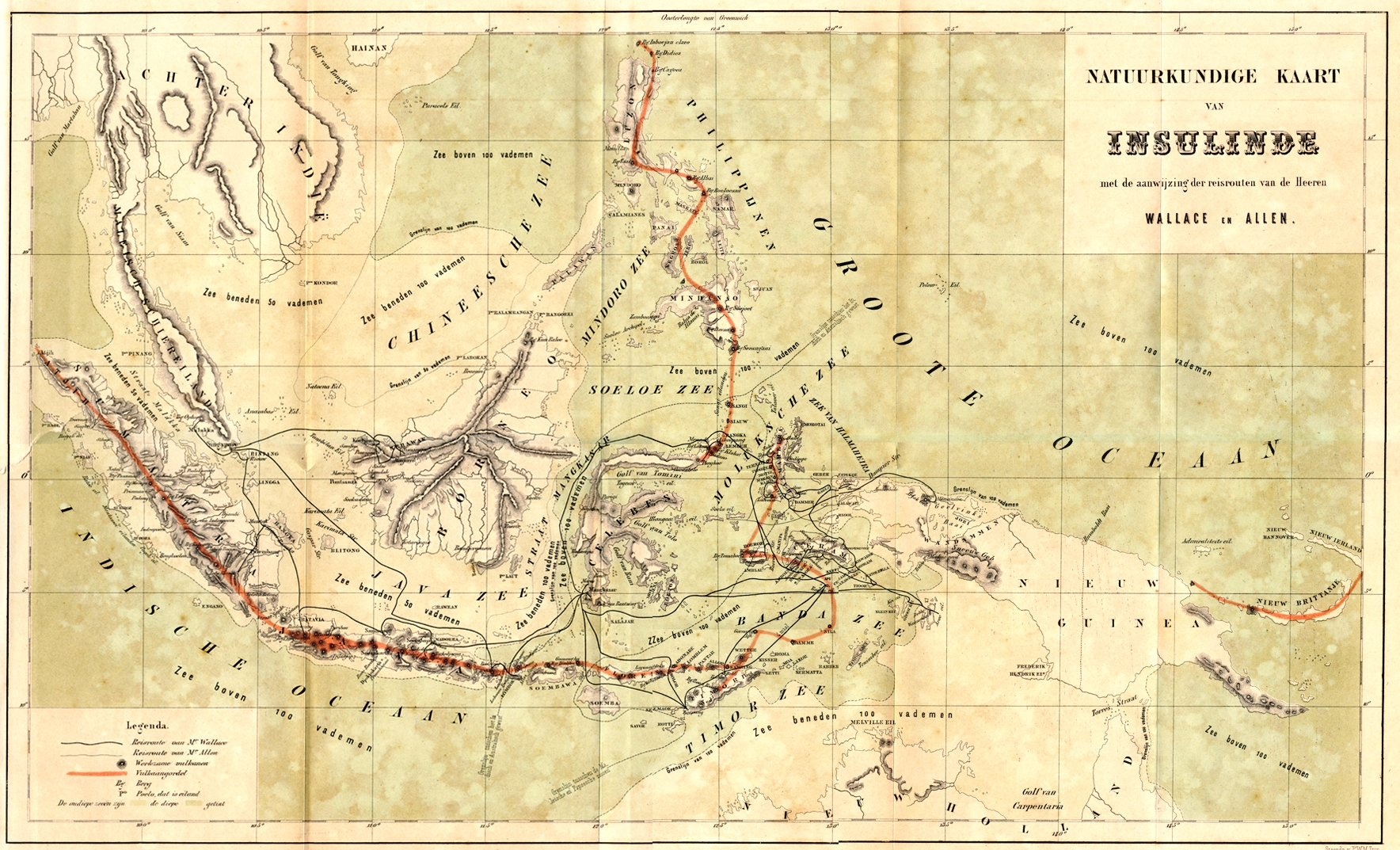
《马来群岛》中的地图，示群岛的地理位置和阿尔弗雷德·拉塞尔·华莱士的行迹。黑线表示华莱士游历过的地方，红线表示火山链。

《马来群岛》（The Malay Archipelago）是英国博物学家阿尔弗雷德·拉塞尔·华莱士所著的一本游记，其记录了他在1854年至1862年期间对马来群岛南部的科学考察，包括马来西亚、新加坡、印尼群岛、新几内亚岛和当时的荷属东印度群岛。该书的全称为《马来群岛：猩猩的土地，鸟儿的天堂。游记，人与自然的速写。》（The Malay Archipelago: The land of the orang-utan, and the bird of paradise. A narrative of travel, with sketches of man and nature）。

## 出版发行

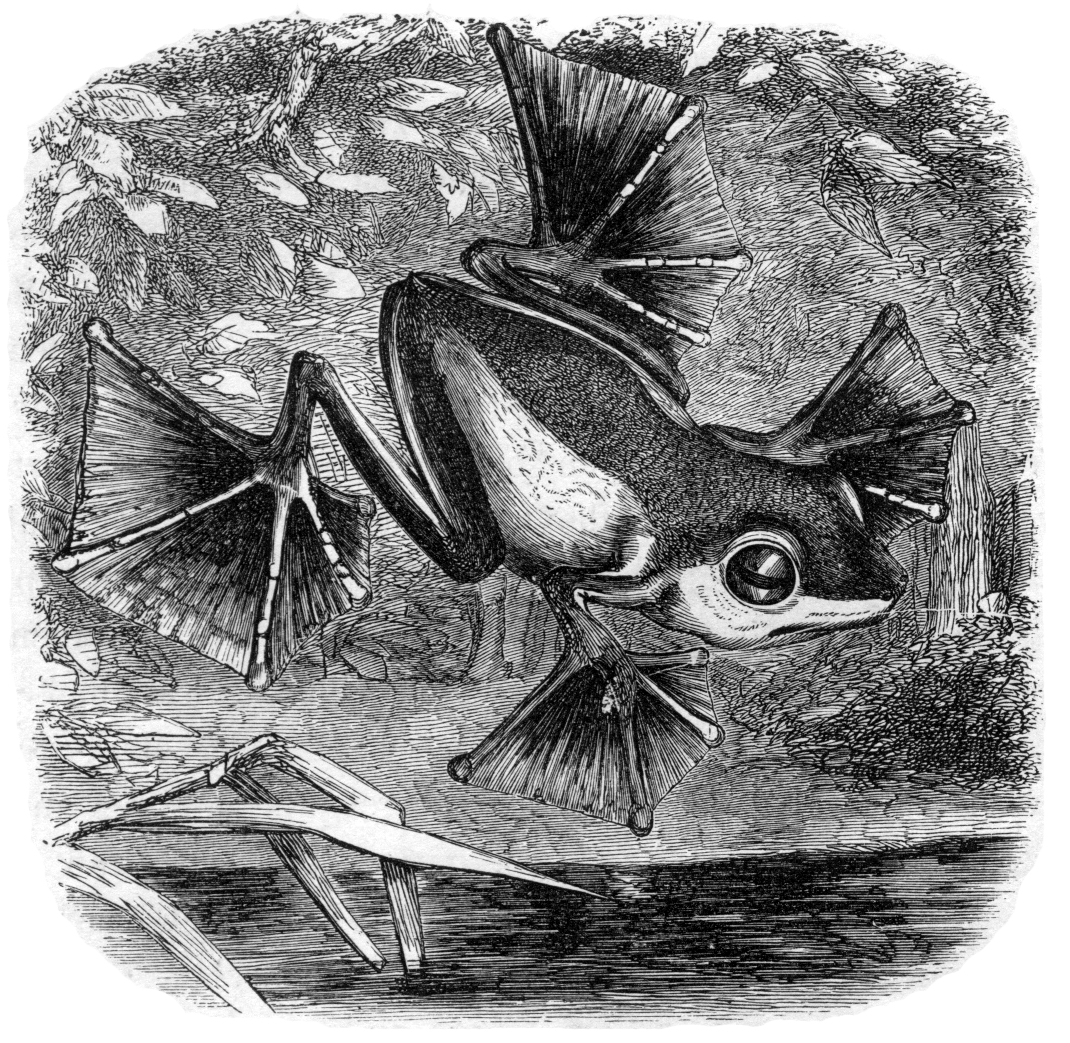
书中华莱士飞蛙（Rhacophorus nigropalmatus）的插图

1869年，其由麦克米伦公司（伦敦）（Macmillan and Company (London)）出版了两卷，同年又由哈珀兄弟（纽约）（Harper & Brothers (New York)）出版了一卷。经过不断的修订，最后一版于1890年出版。其被认为是历史上关于印尼群岛最有影响力的著作之一。

## 扩展阅读
- The Malay Archipelago – illustrated edition at Papua WebProject
- The Malay Archipelago – at Google Books （页面存档备份，存于）